# Igor Kolyvanov
Igor Vladimirovich Kolyvanov - em russo, Игорь Владимирович Колыванов (Moscou, 6 de março de 1968) é um ex-futebolista e atualmente técnico de futebol russo.

## Início
Atacante, estreou profissionalmente em 1985, aos 17 anos, no Spartak Moscou. Não demorou a desejar sair do clube, apesar da equipe ser uma das mais fortes do futebol soviético à época - disputava acirradamente a hegemonia do campeonato nacional com o ucraniano Dínamo Kiev -, por não encontrar espaço na equipe. Tendo feito apenas dois jogos pelo Spartak, aceitou imediatamente um convite do Dínamo Moscou no ano seguinte. Apesar de lesionar-se logo em seu primeiro jogo, acarretando em uma recuperação que duraria 2 meses, Kolyvanov se destacaria no novo clube, sendo vice-campeão soviético em sua primeira temporada.

## Seleção Soviética
Em 1989, recebeu a primeira convocação para a Seleção Soviética principal, quando ainda atuava na sub-21. Por esta, em 1990, seria campeão europeu e artilheiro da competição, marcando 9 vezes em 7 partidas. Em 1991, seria artilheiro daquela que seria a última edição do campeonato soviético - o país deixaria de existir ao final daquele ano. Em uma das últimas aparições da Seleção Soviética, chamou atenção dos italianos do Foggia, que o contratou juntamente com Igor Shalimov.

## Na Itália
Começou a se firmar no clube italiano a partir de sua segunda temporada na equipe, ajudando-o a manter-se na Serie A. Uma nova lesão, em 1996, entretanto, barrou sua contratação pela Inter de Milão (que levou Shalimov) e o Foggia acabou rebaixado. Apesar de continuar desejado no clube, Kolyvanov mudou-se para o Bologna, onde atuaria como atacante único, tarefa onde estava mais acostumado antes de jogar no Foggia, onde jogava ao lado de dois pontas. Na primeira temporada no Bologna, marcou 11 gols em 27 jogos, sendo artilheiro da equipe.

## Seleção Russa
Continuou sendo a referência do ataque da equipe até 2000, quando um problema nas costas sucedido por pequenas novas lesões lhe fizeram encerrar a carreira, no ano seguinte. Kolyvanov já não jogava pela Seleção Russa desde 1998; por ela, disputou apenas a Eurocopa 1996, tendo sido um dos jogadores-chave da equipe a não ter ido à Copa do Mundo de 1994 por boicotar o técnico Pavel Sadyrin. Jogara também a Eurocopa 1992, pela CEI.

## Como Treinador
Em 2002 começou uma carreira nas comissões técnicas nas seleções de base da Rússia. Em 2006, assumiu a equipe sub-19 em 2006, após ter levado a sub-17 ao título do Campeonato Europeu. Em 2008, foi promovido a técnico da sub-21.